# Pilea celebica
Pilea celebica är en nässelväxtart som beskrevs av Friedrich Anton Wilhelm Miquel. Pilea celebica ingår i släktet pileor, och familjen nässelväxter. Inga underarter finns listade i Catalogue of Life.